# Genie (EP)
Genie ((en hangul, 소원을 말해봐 (Genie); romanización revisada, Sowoneul Malhaebwa (Genie); literalmente, «Dime tu deseo (Genie»)) es el segundo EP del grupo de chicas surcoreano Girls' Generation. El EP fue publicado el 29 de junio de 2009 por SM Entertainment. Los compositores Yoo Young-jin, Kenzie, Hwang Seong-je y Kim Jin-hwan se unieron a la producción del EP.
Girls' Generation comenzó su promoción oficial en Music Bank, el 26 de junio de 2009, finalizando su promoción el 15 de agosto.

## Antecedentes
El EP salió a la venta el 29 de junio de 2009. Su primer premio por su sencillo "Genie" lo obtuvieron en el episodio del 10 de julio de 2009 en el programa del KBS Music Bank. Su segundo premio fue reclamado en el episodio del 12 de julio de 2009 del SBS Inkigayo. El grupo terminó la promoción de "Genie" en agosto de 2009.[cita requerida] El vídeo musical se estrenó un poco más tarde y muestra a las miembros del grupo bailando con uniformes de Marinero.

## Recepción comercial
Se calcula que el álbum vendió 50.000 copias en su primera semana de lanzamiento (casi el doble que Gee), una hazaña inusual para cualquier grupo de chicas coreano.

## Sencillos
A finales de junio, SM Entertainment anunció que Girls' Generation haría un regreso con un nuevo sencillo y mostrando un concepto de "Marine Girl"; "Genie" fue entonces lanzado digitalmente el 22 de junio de 2009. La primera actuación del grupo para el álbum fue el 26 de junio en Music Bank de KBS. La canción encabezó las listas de sencillos y tonos.

## Composición
Este álbum contiene un total de seis canciones, incluido el sencillo principal del mismo nombre. El único sencillo del álbum, "Genie", es una canción de pop electrónico influenciada por el género dance europeo, con una introducción fuertemente sintetizada.  La canción fue compuesta originalmente en inglés como "I Just Wanna Dance", tras lo cual fue retitulada cuando la letra en coreano fue compuesta por Yoo Young-jin. El tema de la letra queda expuesto por el subtítulo "Genie", que es un símbolo metafórico de "Diosas de la suerte" (en coreano: 행운의 여신). "Girlfriend" es una canción ochentera al estilo disco mientras que "Boyfriend" es una canción dance-pop, aportando electro elements. "My Child" tiene una intro tocada al piano en un estilo gospel y clásico. "One Year Later" es una suave balada pop a dúo cantada por Jessica y Onew de Shinee. El dúo también apareció en la serie de televisión MBC Pasta.

## Controversia
SM Entertainment retrasó el lanzamiento físico de Genie para rehacer la carátula del álbum. Entre los cambios más destacados, se eliminaron las imágenes de un A6M Zero del Imperio japonés de la Segunda Guerra Mundial, y una insignia del águila del Partido Nazi ligeramente modificada en la portada. Como resultado, el EP se lanzó oficialmente 4 días después, el 29 de junio de 2009.

## Lista de Canciones
| Genie track listing |                                                                                               |                           |          |  |
| N.º                 | Título                                                                                        | Arreglos                  | Duración |  |
| 1.                  | «Genie» ((en hangul, 소원을 말해봐 (지니); romanización revisada, Sowoneul Malhaebwa (Jini))) | ko                        | 3:50     |  |
| 2.                  | «Etude»                                                                                       | Hwang Seong-je (BJJMusic) | 3:13     |  |
| 3.                  | «Girlfriend» ((en hangul, 여자친구; romanización revisada, Yeojachingu))                      | Kenzie                    | 3:19     |  |
| 4.                  | «Boyfriend» ((en hangul, 남자친구; romanización revisada, Namjachingu))                       | Great Dane Productions    | 3:50     |  |
| 5.                  | «My Child» ((en hangul, 동화; romanización revisada, Donghwa))                                | Hwang Seong-je (BJJMusic) | 3:36     |  |
| 6.                  | «One Year Later» (1년 後) (interpretada por Jessica & Onew)                                   | Kim Jin-hwan              | 4:01     |  |
| 21:52               |                                                                                               |                           |          |  |

## Premios
| Edición | Año  | Fecha           | Premio             | Título                                   | Notas                              |
| ------- | ---- | --------------- | ------------------ | ---------------------------------------- | ---------------------------------- |
| 24th    | 2009 | 10 de diciembre | Golden Disk Awards | Grand Prize in Digital Releasing         | [ 17 ]                             |
| 24th    | 2009 | 10 de diciembre | Golden Disk Awards | Records of the Year in Digital Releasing | Top 5 digital releases of the year |

## Historial de Lanzamiento
| País          | Fecha                | Discográfica      | Formatos |
| ------------- | -------------------- | ----------------- | -------- |
| Corea del Sur | 29 de junio de 2009  | SM Entertainment  | CD       |
| Tailandia     | 30 de julio de 2009  | GMM Grammy        | CD       |
| Taiwan        | 7 de agosto de 2009  | Avex Taiwan       | CD       |
| Filipinas     | 2 de octubre de 2009 | Universal Records | CD       |